# Edinburgh National Society for Women's Suffrage
La Edinburgh National Society for Women's Suffrage (en français, la Société nationale pour le suffrage des femmes d'Édimbourg) est l'un des principaux groupes de défense des droits des femmes en Écosse. Elle est l'une des trois premières sociétés suffragistes créées au Royaume-Uni. 

## Histoire
Plusieurs femmes membres de la Edinburgh Ladies' Emancipation Society, ligue en faveur de l'abolition de l'esclavage d'Édimbourg, se prononcent en faveur du droit de vote des femmes et fondent, en novembre 1867, une branche locale de la National Society for Women's Suffrage (NSWU) dans cette ville. Eliza Wigham et Agnès McLaren en deviennent les secrétaires, Priscilla Bright McLaren en est la présidente et Elizabeth Pease, la trésorière. En 1877, Rosaline Orme Masson devient co-secrétaire avec Wigham. 
Jessie C. Methven devient secrétaire de la société au milieu des années 1890. Elle est remplacée en 1906 par Elsie Inglis. Celle-ci a également joué un rôle dans les premières années de la Fédération écossaise des sociétés de suffrage féminin, agissant comme secrétaire honoraire de 1906 à 1914 .
Sarah Mair, connue pour son investissement en faveur des femmes, notamment au sein de la Edinburgh Ladies' Educational Association, est présidente de la société en 1907.